# Schizotrema nudum
Schizotrema nudum är en kräftdjursart som beskrevs av Dennis J. Tafe och Greenwood 1996. Schizotrema nudum ingår i släktet Schizotrema och familjen Nannastacidae. Inga underarter finns listade i Catalogue of Life.